# الصحوة (فلم 2013)
الصحوة (بالإنجليزية: Awakening) هو فيلم إثارة نيجيري صدر سنة 2013 وأخرجه الثنائي جيمس أوموكوي وإيثان أوكوارا. الفيلم من بطولة أوه. سي. أوكيجي وكيهيندي بانكولي وفيمي برينارد وبرايان أوكوارا. رُشح الفيلم لنيل جائزة أفضل مُؤثرات بصرية في حفل توزيع جوائز الأكاديمية الأفريقية للأفلام التاسع. كان الفيلم وقت صدوره هو الأعلى تقييمًا على موقع (بالإنجليزية: Nollywood Reinvented)، حيث حصل على تقييم 81٪.

## طاقم التمثيل
- أوه. سي. أوكيجي في دور نيكولاس.
- كيهيندي بانكولي في دور زينب.
- بريان أوكوارا.
- فيمي برينارد في دور جوزيف.
- ديليكي أرولي في دور العميل غبادي.
- توبي تيديلا.

## روابط خارجية
مقالات تستعمل روابط فنية بلا صلة مع ويكي بيانات